# Savana inondabile del lago Ciad
La savana inondabile del lago Ciad è un'ecoregione dell'ecozona afrotropicale, definita dal WWF (codice ecoregione: AT0904), che si estende tra Camerun, Ciad, Niger e Nigeria. Forma, assieme alle ecoregioni della prateria inondabile del Sahara e della savana inondabile del delta interno del Niger-Bani, la regione denominata praterie e savane inondabili del Sudd-Sahel, inclusa nella lista Global 200.

## Territorio
Il lago Ciad è situato nel punto in cui convergono i confini di quattro paesi africani: Camerun, Ciad, Niger e Nigeria. È il più grande specchio d'acqua dell'Africa centrale e occidentale, nonché il quarto per estensione di tutto il continente africano. Attualmente si estende su una superficie di 2500 km², appena un decimo della sua estensione negli anni '60. L'antico bacino del lago Ciad si formò durante il Cretaceo, e si estendeva per oltre 2,5 milioni di km². La sua superficie, nel corso del tempo, ha subito profonde fluttuazioni, e a un certo punto, nel Pleistocene, si estendeva fino al massiccio del Tibesti, nel nord-ovest del Ciad. Recentemente, a partire dagli anni '70, una serie di intensi periodi di siccità ha fatto scendere il livello del lago così tanto che attualmente è estremamente basso e suddiviso in due bacini, settentrionale e meridionale.
Il clima di questa ecoregione è secco, ed ogni anno sul lago cadono in media 320 mm di pioggia, tra giugno e ottobre. Il clima è caldo e secco da marzo a giugno e secco e più fresco da novembre a febbraio. L'evaporazione è estremamente elevata, e raggiunge tassi di 2300 mm all'anno. Malgrado tali tassi di evaporazione, il lago non è particolarmente salato, poiché gran parte delle acque salate vengono assorbite da condotti sotterranei situati nella parte settentrionale. In questi passaggi sotterranei va a finire l'8% del deflusso totale di acqua del lago.
Il lago è alimentato da due fiumi principali, il Chari e il Logone, a loro volta alimentati dalle precipitazioni che cadono sul massiccio dell'Adamaoua. Si stima che il sistema Logone-Chari apporti al lago il 95% delle acque di afflusso, mentre il più piccolo fiume Yobe contribuisce ad apportarne meno del 2,5%. Il lago è estremamente basso, e anche nel 1969, prima delle siccità degli anni '70, il suo punto più profondo misurava 12 m. Oggi, il lago si è notevolmente ridotto di volume, e la sua profondità media varia tra gli 1,5 e i 5 m. A qualsiasi aumento del volume del lago segue una notevole variazione della sua superficie e della sua linea costiera.

## Flora
La superficie del lago è ricoperta per il 23% da isole, per il 39% da canneti e per il 38% da acque libere. Una fascia paludosa divide il lago in due bacini, settentrionale e meridionale. Le zone di acque libere sono più frequenti in quello meridionale, specialmente in prossimità della foce del fiume Chari. Le paludi si trovano ad ovest di queste acque libere e le isole sono situate lungo la sponda nord-orientale del lago. La vegetazione nel bacino meridionale consiste di Cyperus papyrus, Phragmites mauritianus, Vossia cuspidata e altre piante palustri. Phragmites australis e Typha australis crescono nel più salato bacino settentrionale. Occasionalmente, la lattuga del Nilo (Pistia stratiotes), una pianta galleggiante, ricopre vaste aree di acque libere. Grandi distese di argille scure bordano la sponda meridionale del lago. In queste zone, periodicamente inondate, dominano comunità di erbe, poiché la maggior parte degli alberi non può tollerare condizioni di prolungata inondazione. Vi si trovano solamente alcuni boschetti di acacie, più o meno fitti. Attorno al lago crescono baobab, palme da dattero, mirra africana e jojoba indiana.

## Fauna
L'intero bacino del lago Ciad ospita 179 specie di pesci, dei quali più della metà condivise con il bacino del Niger, circa la metà con il bacino del Nilo, e circa un quarto con il bacino del Congo. Nel solo lago Ciad vivono 85 specie di pesci. Dei 25 endemismi del bacino, nessuno è presente nel lago. Questa relativamente bassa diversità di specie e la virtuale mancanza di specie endemiche contrasta nettamente con quanto si riscontra in altri laghi africani, come il Vittoria, il Tanganica e il Malawi.
Nel lago vi sono molte isole galleggianti. Esse ospitano una grande varietà di animali selvatici, tra cui elefanti, ippopotami, coccodrilli (tutti in diminuzione), e vaste comunità di uccelli migratori, come anatre, combattenti (Philomachus pugnax) e altri uccelli acquatici e limicoli, che giungono qui per svernare. Nella regione vi sono due specie di uccelli quasi endemiche, la prinia di fiume (Prinia fluviatilis) e l'allodola rugginosa (Mirafra rufa). Il prosciugamento del lago sta minacciando i siti di nidificazione della gru coronata nera (Balearica pavonina). Durante la stagione umida, i pesci si spostano nelle acque ricche di sali minerali del lago per riprodursi e trovare cibo. In passato nella regione del lago era possibile incontrare carnivori come il ghepardo (Acinonyx jubatus), la iena striata (Hyaena hyaena) e il caracal (Caracal caracal).

## Conservazione

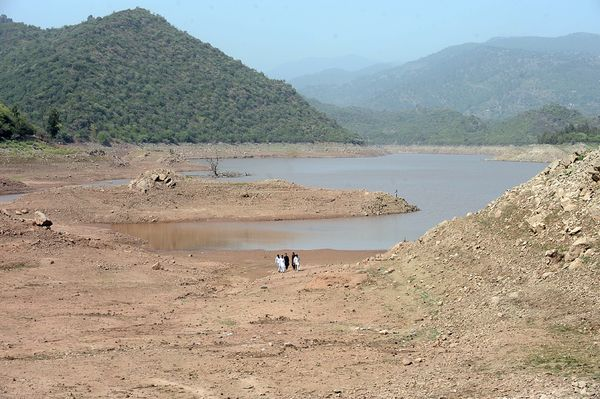
Altra prospettiva del lago Ciad

L'ecoregione è considerata in pericolo critico; lo stesso lago Ciad minaccia di scomparire per la scarsità di precipitazioni, la forte evaporazione, le infiltrazioni nel sottosuolo, ma soprattutto per la cattiva gestione delle risorse idriche da parte dell'uomo. Ormai da decenni, infatti, centinaia di canali di drenaggio dell'acqua che i contadini hanno scavato per irrigare i campi stanno prosciugando sempre di più il lago. Per cercare di salvare il lago, l'apposita Commissione del Bacino del Lago Ciad ha deciso di costruire un canale lungo oltre 100 km al fine di immettere nel Ciad parte delle acque del fiume Ubangi, affluente del Congo.
L'unica area protetta della regione è la riserva di caccia del lago Ciad, che ricopre metà dell'area in prossimità del lago appartenente alla Nigeria. L'intero lago è stato dichiarato sito Ramsar di importanza internazionale.